# Viktor Suvorov
Viktor Suvorov (russisk: Ви́ктор Суво́ров, født 20. april 1947) er et pseudonym for Vladimir Bogdanovitj Resun (russisk:Влади́мир Богда́нович Резу́н), som er en russisk forfatter. Han har skrevet flere bøger om Sovjetunionens forsvar og sikkerhed, herunder bøgerne "Inside the Soviet Army" og "Inside the GRU".
1. ↑  Navnet er anført på engelsk og stammer fra Wikidata hvor navnet endnu ikke findes på dansk.
2. ↑  Navnet er anført på engelsk og stammer fra Wikidata hvor navnet endnu ikke findes på dansk.